# Windmühle (Ballantrae)

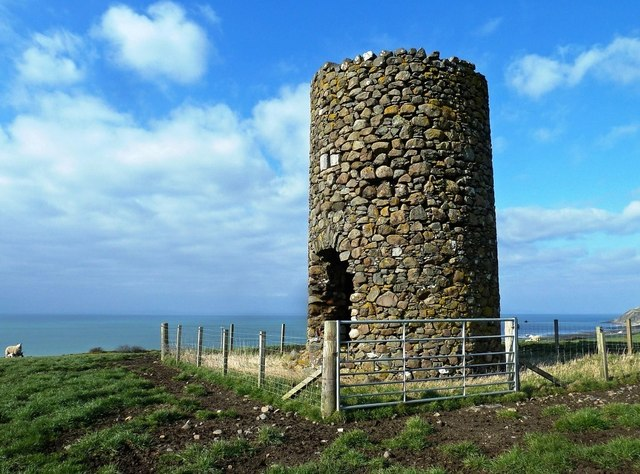
Windmühle von Ballantrae

Die Windmühle von Ballantrae befindet sich nahe der schottischen Ortschaft Ballantrae in der Council Area South Ayrshire. 1994 wurde das Bauwerk in die schottischen Denkmallisten in der höchsten Denkmalkategorie A aufgenommen.

## Geschichte
Die Windmühle wurde wahrscheinlich im späten 17. Jahrhundert errichtet. Eine Entstehung im frühen 18. Jahrhundert wird nicht ausgeschlossen, erscheint jedoch unwahrscheinlicher. Auf einer Landkarte aus dem Jahre 1775 ist das Bauwerk verzeichnet, scheint jedoch schon zuvor aufgegeben worden zu sein. Spätestens seit den 1790er Jahren befindet sich die Windmühle in einem ruinösen Zustand. Im Jahre 2008 wurde das Bauwerk in das schottische Register gefährdeter denkmalgeschützter Bauwerke aufgenommen. Zuletzt 2014 wurde sein Zustand als Ruine, jedoch mit moderater Gefahr für eine Verschlechterung des Zustands eingestuft.

## Beschreibung
Bei der Turmwindmühle handelt es sich um eine von nur zwölf erhaltenen Mühlen dieses Typs in Schottland. Sie liegt auf einer sanften Anhöhe in Küstennähe rund einen Kilometer nordöstlich von Ballantrae. Von der Windmühle ist heute nur noch ein sich leicht nach oben verjüngender, rund sieben Meter hoher Turmstumpf mit rund 4,5 m Durchmesser erhalten. Die beiden gegenüberliegenden Eingangsöffnungen in dem Bruchsteinmauerwerk sind mit Rundbögen gearbeitet. Des Weiteren sind Schlitzfenster in das mehr als einen Meter mächtige Mauerwerk eingelassen.